# Fossora
Fossora — десятий студійний альбом ісландської співачки та музикантки Б'єрк. Він вийшов 30 вересня 2022 року на лейблі One Little Independent Records. Альбом був записаний переважно під час пандемії COVID-19 і зосереджується на темі ізоляції, втрати та горя, головним чином через смерть її матері у 2018 році. Комерційно альбом дебютував на 11 місці в UK Albums Chart та на 100 місці в американському чарті Billboard 200. Він отримав номінацію за Найкращий альбом альтернативної музики на 65-й щорічній церемонії вручення премії Ґреммі, ставши дев'ятою поспіль номінацією співачки у цій категорії.

## Передумови створення
На створення Fossora частково надихнула смерть матері Б'єрк, Хільдур Руни Хауксдоттір, яка сталася у 2018 році; пісні «Sorrowful Soil» та «Ancestress» присвячені їй. В анотації до альбому першу пісню названо «панегіриком для Хільдур Руни», а другу — «епітафією для Хільдур Руни». Концепція альбому була розроблена під час локдауну, спричиненого COVID-19, після того, як Б'єрк поїхала до Ісландії для запису. Відповідно до тематики альбому, його назва є неграматичною жіночою версією латинського слова, що означає «копач». У записі альбому взяли участь американський співак Serpentwithfeet, двоє дітей Б'єрк — Сіндрі та Нсадура, індонезійський денс-дует Gabber Modus Operandi та секстет бас-кларнетів Murmuri. Планувалося, що альбом також матиме внесок венесуельської продюсерки Арки, як і попередні два альбоми Б'єрк — Vulnicura (2015) та Utopia (2017), але через пандемію Б'єрк не змогла відвідати її в Барселоні або прийняти вдома.
«Allow» — це уривок з сесій для Utopia, який був перероблений для Fossora. В інтерв'ю Джазу Монро з Pitchfork Б'єрк розповіла, що альбом починався як "дуже концептуальний, типу: «Це альбом для кларнета! Потім на півдорозі я подумала: „До біса це“. Вона описала його як „ісландський альбом“: часто розкутий і мінливий, але також просякнутий хоровими і народними традиціями країни, зі струнними інструментами, які Бйорк запрограмувала в місцевій кав'ярні». Її інтерес до грибів «об'єднав теми виживання, смерті та екологічної медитації в альбомі». Вона протиставляє його попередньому альбому Utopia, який був «небесним притулком після її травматичного розлучення» з давнім партнером Метью Барні, а Fossora — її поверненням на землю. Вона описує метафору гриба як «щось, що живе під землею, але не коріння дерева. Альбом про коріння дерев був би досить суворим і стоїчним, але гриби психоделічні, і вони з'являються скрізь».

## Промо і реліз
Головний сингл «Atopos», разом з обкладинкою, був анонсований 24 серпня. Пізніше дата релізу була підтверджена на 6 вересня, а прем'єра пісні відбулася на BBC Radio 6 Music. Другий сингл, «Ovule», вийшов без анонсу 14 вересня, разом з музичним відео, знятим Ніком Найтом, який також працював над кліпом Б'єрк «Pagan Poetry» у 2001 році. Третій сингл, «Ancestress», за участю сина співачки, Сіндрі Елдона, вийшов 22 вересня. Заголовний трек вийшов як четвертий сингл 27 вересня 2022 року. Прем'єра кліпу на «Sorrowful Soil» відбулася 2 грудня. 30 березня 2023 року вийшов кліп на заголовний трек.
Fossora вийшла у вигляді компакт-диска з цифровим рукавом, розкішного компакт-диска у твердій палітурці, лімітованої прозорої та сріблястої касети з блискітками «спори» та подвійної платівки; бірюзовий варіант платівки був ексклюзивом її офіційного веб-сайту та лейблу; зелений варіант платівки був ексклюзивом інді-магазинів звукозапису; стандартний чорний та 4 інші кольорові варіанти (бордовий, лаймовий, сріблястий та прозорий) також були доступні в інших конкретних роздрібних торговців. Друге касетне видання з бірюзовою стрічковою оболонкою вийшло у листопаді 2022 року.

## Критична реакція
Fossora отримала схвальні відгуки критиків одразу після релізу. На сайті Metacritic альбом отримав середній бал 85 на основі 22 рецензій. Агрегатор AnyDecentMusic? дав йому 7,9 з 10, спираючись на свою оцінку критичного консенсусу.
Завершуючи рецензію для AllMusic, Хізер Фарес заявила, що «У цьому живильному для душі турі, її унікальне поєднання інновацій та емоцій надихає, як ніколи за всю її багаторічну кар'єру.» Девід Вівер для Clash стверджував, що «немає сумнівів у тому, що з Fossora Б'єрк знову заявляє про свою індивідуальність, тематично досліджуючи своє місце у світі як 56-річної музикантки, в той же час впевнено розсуваючи звукові межі від неокласики до індастріал-нойзу.» Пол Бріджвотер поділився схожими думками в рецензії на The Line of Best Fit: «Fossora дійсно стукає сильніше, ніж будь-який з її альбомів за довгий час, і все ж це не абразивний запис у серці.»
У рецензії на альбом для NME Емілі Маккей заявила, що «Fossora — це альбом переосмислення і підтвердження, він підбадьорює своїм драйвом, хоча тут мало що справді дивує; хоч би якими жорсткими були грибоподібні біти, якщо ви чули „Pluto“ або „Mutual Core“, ви не будете шоковані.» Рецензент Pitchfork Джилл Мейпс описала виступ Б'єрк як «заземлення на землю, пошук надії у смерті, грибах і матріархаті, і знаходження її у бас-кларнеті та габбер-бітах.» Вілл Гермес у Rolling Stone зазначив, що «Fossora збільшує масштаб у стилі Google Map, дивлячись на людей на землі і в залі, вимірюючи відстані між ними. Звуковий ландшафт все ще величезний — дивовижний, настільки ж чужий, наскільки і знайомий, сповнений потойбічних аранжувань, тектонічних ударів і скелястих мелодій, що нагадують про місцевість її рідної Ісландії. Артистка описала його як щось на кшталт свого „грибного“ альбому, використовуючи метафори про закопування в землю. Коротко кажучи, це Б'єрк в її абсолютному Björkiest.»
Серед небагатьох рецензентів, які були критичнішими до альбому, автор журналу Slant Magazine Сем Сі Мак писав: «Композиційне чуття ісландської іконоборки таке ж вільне, як і завжди, її пісні — амебоподібні організми, що трансформуються від секунди до секунди протягом усього альбому, відповідно до логіки, яка зухвало належить лише їй, як на краще, так і на гірше.» Остін Заалман у рецензії для Under the Radar порівняв альбом з творчістю Б'єрк менш прихильно: «Fossora менш цікавий, ніж Utopia, Vulnicura і Biophilia, і, за винятком „Ovule“, „Ancestress“ і „Allow“, не може конкурувати з її роботами 1990-х і початку 2000-х.» У рецензії для Paste Макс Фідман назвав його «щільним, складним експериментом, який поступово перетворюється на захопливий і часом тривожний досвід», але також зазначив, що він не обійшовся без «випадкових помилок на цьому шляху.»
Третій сингл альбому, «Ancestress», потрапив на 18 місце списку Найкращих пісень 2022 року за версією Pitchfork.

## Трек-лист
Всі треки, спродюсовані Б'єрк, окрім «Ovule», додатково спродюсовані el Guincho та Sideproject.
| #     | Назва                                                         | Тривалість |
| ----- | ------------------------------------------------------------- | ---------- |
| 1.    | «Atopos» (featuring Kasimyn)                                  | 4:46       |
| 2.    | «Ovule»                                                       | 3:38       |
| 3.    | «Mycelia»                                                     | 2:00       |
| 4.    | «Sorrowful Soil»                                              | 3:15       |
| 5.    | «Ancestress» (featuring Sindri Eldon)                         | 7:17       |
| 6.    | «Fagurt Er í Fjörðum»                                         | 0:44       |
| 7.    | «Victimhood»                                                  | 6:57       |
| 8.    | «Allow» (featuring Emilie Nicolas)                            | 5:26       |
| 9.    | «Fungal City» (featuring Serpentwithfeet)                     | 4:45       |
| 10.   | «Trölla-Gabba» (featuring Kasimyn)                            | 1:57       |
| 11.   | «Freefall»                                                    | 4:31       |
| 12.   | «Fossora» (featuring Kasimyn)                                 | 4:19       |
| 13.   | «Her Mother's House» (featuring Ísadóra Bjarkardóttir Barney) | 4:33       |
| 54:14 |                                                               |            |